# Судная ночь. Начало
«Судная ночь. Начало» (англ. The First Purge, дословно — «Первая чистка») — фильм ужасов 2018 года режиссёра Джерарда Макмюррея, снятый по сценарию Джеймса Демонако. Является приквелом франшизы «Судная ночь», «Судная ночь 2» и «Судная ночь 3», в котором не задействованы ни персонажи, ни актёры из предыдущих фильмов, а создатель франшизы Джеймс Демонако выступил только автором сценария, отказавшись от роли режиссёра.
Дата выхода фильма в США — 4 июля 2018 года.

## Сюжет
США на грани экономического краха — в стране царит высокий уровень безработицы и наркомании, а в обществе всё больше возрастает недовольство. На смену республиканцам пришла альтернативная новообразовавшаяся партия «Новые Отцы-основатели», спонсирующаяся Национальной Стрелковой Ассоциацией, и которая обещает вернуть Штатам былое величие. В начале фильма спятивший наркоман Скелетор (Ротими Пол), беседуя с человеком из партии, рассказывает, что его переполняет такая ненависть к окружающему миру, что он пытается её глушить наркотиками. В ответ человек говорит, что через некоторое время у Скелетора будет возможность «очиститься».
Доктор Мэй Апдэйл (Мариса Томей) предлагает правительству социально-психологический эксперимент — взять какой-нибудь город, в котором наблюдаются высокий процент маргиналов и нищих, изолировать его и ровно на одну ночь с 19 часов вечера до 7 часов утра следующего дня легализовать в нём любой вид преступности вплоть до убийства, чтобы дать горожанам полноценную возможность «выпустить пар» и свести счёты со всеми, кого они считают виновником своих бед. Глава администрации партии Эрло Сабиан (Патрик Дарро) уговаривает Конгресс США на проведение эксперимента и выбор падает на нью-йоркский Статен-Айленд. Хотя его жителям даётся право проголосовать за проведение эксперимента, но в итоге почти все голоса подкупаются из-за социальной бедности голосовавших. В народе эксперимент получает название «Судная ночь» и активно пропагандируется правительством, как начало глобальных перемен. По мере её приближения правительство набирает за деньги добровольцев, которые всё это время должны провести на Статен-Айленде и «дать волю гневу» (причём, чем больше они убьют, тем больше им заплатят). В основном это люди, подобные Скелетору, которые по каким-либо причинам чувствуют себя угнетаемыми и от этого злятся. Аналогично Новые Отцы-основатели подкупают и ту часть населения, которая не хочет участвовать в эксперименте — за деньги их просят не уезжать на период Судной ночи с острова. Население Статен-Айленда раскалывается на сторонников и противников Судной ночи.
В центре сюжета осиротевшие брат и сестра Исайя (Джоиван Уэйд) и Найи (Лекс Скотт Дэвис). Найи является агитатором противников Судной ночи, а Исайя от безденежья занимается сбытом наркотиков. После того как на него нападает Скелетор и чуть не убивает, Исайя в отчаянии записывается в добровольцы Судной ночи. Местный наркобарон Дмитрий, или же Димитрий, (И’лан Ноэль) предлагает Найи (которая когда-то была его девушкой) переждать Судную ночь у него на складе, но та отказывается — она и другие жители острова, не пожелавшие принять участие в эксперименте, решают провести всё это время в местной церкви. Исайя врёт сестре, что уедет к их дяде в Бруклин, а на деле же собирается расквитаться со Скелетором. В назначенный момент Статен-Айленд берут в блокаду, над островом начинают кружить видеозаписывающие дроны, а добровольцы надевают выданные им заранее контактные линзы с камерами, что позволяет отслеживать происходящее руководителям эксперимента. Первое убийство совершает Скелетор, убив вора, пытавшегося ограбить банкомат. В остальном же, поначалу, однако, всё проходит довольно спокойно: жители острова в основном мародёрствуют и занимаются вандализмом. Большая же часть добровольцев и вовсе устраивает праздную вечеринку. Сабиан и Апдэйл, наблюдая за этим, недовольны: по расчётам Апдэйл активная фаза насилия должна была начаться уже в первые минуты и далее идти на убыль, но она в итоге наступает значительно позже.
Исайя находит Скелетора, но в итоге так и не находит в себе сил выстрелить в него и в ужасе убегает, а за ним идёт Скелетор. Прячась от него, Исайя звонит сестре и та уходит из церкви. Когда она добирается до брата, то на неё нападает Скелетор, но Исайя спасает сестру, ранив напавшего. Когда они добираются до церкви, то с ужасом видят, что некая расистская группировка байкеров устроила в церкви побоище, убив почти всех, кто там был. Рядом с церковью они находят чудом выживших Луизу (Лорен Луна Велес) и её дочь Селину (Кристен Солис), и все четверо решают укрыться в квартире брата и сестры. В то же время Дмитрий (который ездил разбираться с заказавшим его убийство предателем) попадает в аварию, устроенную другой группировкой, но ему и его людям удаётся перебить их. Осматривая трупы, один из его людей замечает, что это группировка особых наёмников — спятившие бывшие военные, которые за деньги готовы убивать кого угодно. Далее и сама Апдэйл, просматривая новостную сводку, замечает некую странность: во-первых, она видит, что самые активные участники побоищ почему-то прячут лица за масками, а во-вторых -— группировки появляются в местах массового скопления людей, словно заранее знают, что там будет кучковаться народ. Тут перед ней предстаёт Сабиан, который раскрывает всю правду: экономическая беда США, по мнению «Новых Отцов-основателей», в том, что в стране слишком большой избыток неплатёжеспособного населения. Единственный, по мнению правительства, верный выход — устранить «излишки». Апдэйл с этим не согласна и её насильно сажают в машину и затем выкидывают на растерзание одной из группировок.
Дмитрий, прослушивая найденное у убитых наёмников переговорное устройство, слышит сообщение от другой группировки, которая нацелилась на жилой комплекс, в котором живут Исайя и Найи. Сразу после этого его банда подвергается атаке дронов, которые, помимо камер, оказываются вооружены огнестрельным оружием. Дмитрию единственному удаётся спастись и он спешит к брату и сестре. Одновременно Исайя и Найи сами замечают из окна прибывших наёмников. Они, их соседка Долорес (Магга) и Луиза с Селиной решают забаррикадироваться в их квартире. Хотя квартира на одном из верхних этажей, наёмники, постоянно сталкивающиеся с оказывающими сопротивление (бесполезное) другими жителями дома, всё равно продвигаются вверх. Прибывшему Дмитрию с боем удаётся добраться до квартиры брата и сестры. Затем на оставшихся наёмников нападает появившийся там Скелетор и убивает некоторых из них, прежде чем его самого убьют. Дмитрий видит, как оставшиеся наёмники собираются пальнуть по квартире из противотанкового гранатомёта. Тогда он швыряет в коридор взрывчатку C-4, по которой затем стреляет из пистолета. Происходит взрыв, который добивает наёмников. Через несколько минут звучит сигнал прекращения Судной ночи.
Исайя и Найи выводят под руки раненного Дмитрия на улицу, где уцелевшие жители комплекса благодарят его за помощь. Когда Найи спрашивает его, что им теперь делать, Дмитрий отвечает, что они будут бороться и дальше. В финальных титрах идёт видеообращение Эрло Сабиана, сообщающего, что эксперимент прошёл успешно, и что в следующем году Судная ночь станет общенациональной.

## В ролях
- И’лан Ноэль[англ.] — Дмитрий
- Лекс Скотт Дэвис[англ.] — Найи
- Джоиван Уэйд[англ.][5] — Исайя
- Магга — Долорес
- Кристиан Робинсон — Кэпитал А
- Лорен Луна Велес[5] — Луиза
- Кристен Солис — Селина
- Мариса Томей — Мэй Апдэйл
- Патрик Дарро — Эрло Сабиан
- Мария Ривера — Анна
- Чина Лэйн[англ.] — Эльза
- Сия[англ.] — Блэйз
- Мелони Диас — Джуани
- Мо Макрай[англ.] — 7 & 7
- Стив Харрис — Фредди
- Ротими Пол — Скелетор

## Производство
Идея с приквелом рассматривалась ещё до того, как начали снимать третий фильм франшизы — «Судная ночь 3», который изначально и задумывался как приквел.
В сентябре 2016 Джеймс Демонако, создатель франшизы, объявил, что четвёртая часть станет приквелом трилогии, в котором будет раскрыто, как США пришли к Судной ночи.
17 февраля 2017 года Демонако официально анонсировал, что четвёртая часть будет разрабатываться Universal Studios, а сам он выступит в качестве сценариста. Джейсон Блум из Blumhouse Productions, Майкл Бэй, Брэд Фуллер и Эндрю Форм из Platinum Dunes вернутся для создания фильма с Себастьеном Лемерсье.
В июле 2017 Джерард Макмюррей был назначен режиссёром фильма.

### Кастинг
19 сентября 2017 года стало известно, что И’лан Ноэль и Лекс Скотт Дэвис утверждены на главные роли, а также, что фильм будет сниматься на Статен-Айленд.

### Съёмки
Основные съёмки фильма начались в середине сентября 2017 года в Буффало, Нью-Йорк.

## Критика
Фильм получил смешанные оценки кинокритиков. На агрегаторе рецензий Rotten Tomatoes у картины 55 % положительных рецензий на основе 177 отзывов со средней оценкой 5,5 из 10. На Metacritic — 54 балла из 100 на основе 39 рецензий.